# أوليفيا مون
ليزا أوليفيا مون (3 يوليو 1980) هي ممثلة كوميدية وكاتبة أميركية. بدأت حياتها المهنية منذ عام 2006 بالاسم المستعار أوليفيا مون (بالإنجليزية: Olivia Munn)‏ وظهرت في دور كوميدي بالفيلم الشهير موردكاي

## روابط خارجية
- أوليفيا مون على موقع IMDb (الإنجليزية)
- أوليفيا مون على موقع ميتاكريتيك (الإنجليزية)
- أوليفيا مون على موقع روتن توميتوز (الإنجليزية)
- أوليفيا مون على موقع قاعدة بيانات الأفلام العربية
- أوليفيا مون على موقع ألو سيني (الفرنسية)
- أوليفيا مون على موقع تيرنر كلاسيك موفيز (الإنجليزية)
- أوليفيا مون على موقع أول موفي (الإنجليزية)
- أوليفيا مون على موقع قاعدة بيانات الأفلام السويدية (السويدية)
- أوليفيا مون على موقع إن إن دي بي (الإنجليزية)
- أوليفيا مون على موقع قاعدة بيانات الفيلم (الإنجليزية)